# 光坡镇 (陵水县)
光坡镇，是中华人民共和国海南省陵水黎族自治县下辖的一个乡镇级行政单位。

## 行政区划
光坡镇下辖以下地区：
米甬村、武山村、妙景村、章宪村、坡尾村、港坡村和新岭村。